# Атабаска (озеро)
Атаба́ска (англ. Lake Athabasca, фр. Lac Athabasca) — велике прісноводне озеро в провінціях Саскачеван і Альберта, Канада, між 58° і 60° північної широти. Озеро, в найглибшому місці у 234 м, займає площу 7850 км² — це найбільше й найглибше озеро в Альберті і Саскачевані, восьме за величиною в Канаді. Вода з озера, витікаючи через річки Невільничу і Маккензі, потрапляє в Північний Льодовитий океан. На західному березі озера, де на північ починає текти Невільнича річка, розташоване найстаріше європейське поселення в Альберті Форт-Чипеваян.
Поряд з іншими озерами, такими як Велике Ведмеже озеро і Велике Невільниче озеро, озеро Атабаска є залишком величезного Льодовикового Озера Макконнелл.
Видобуток урану і золота на північному березі призвів до виникнення селища Ураніум-Сіті, в якому поселилися гірники з родинами. Хоч видобуток руд припинився в 1980-х, північне узбережжя досі відчуває несприятливий вплив забруднення.
Піщані дюни на озері — найрухоміші піщані дюни у світі північніше 58° пн. ш., вони прилягають до південного берега. У 1992 році дюни названі «Провінційним парком дикої природи».
В озері мешкає 23 види риб. Тут 1961 року зябровою сіткою спіймали з глибини форель із рекордною вагою 46,3 кг.